# Grupa Operacyjna Kawalerii gen. Andersa
Grupa Operacyjna Kawalerii gen. Andersa (GO Kaw. gen. Andersa) – grupa operacyjna kawalerii Wojska Polskiego II RP, improwizowana w trakcie kampanii wrześniowej 1939.

## Historia
Grupa zorganizowana została z dniem 12 września 1939 na podstawie rozkazu operacyjnego L.dz. 15/11/IIIop. dowódcy Armii „Warszawa” gen. dyw. Juliusza Rómmla z 11 września 1939. Dowódcą grupy mianowany został gen. bryg. Władysław Anders, dotychczasowy dowódca Nowogródzkiej BK, a na jego miejsce postoju wyznaczona Wiązowna. Zadaniem grupy było „trzymać linię Wisły od Warszawy (wył.) do rz. Promnik (wył.), śledzić nieprzyjaciela z obszaru Maciejowice (...), utrzymywać łączność z GO gen. Zulaufa w kierunku na lasy Zielonka oraz z oddziałami armii gen. Przedrzymirskiego w kierunku na węzeł dróg Stanisławów (...), przewidzieć możliwość wykonania uderzenia dla odciążenia powyższych zgrupowań”. Generał Rómmel zastrzegł, że uderzenie grupy na południe mogło nastąpić dopiero za jego zgodą.

## Skład grupy
Skład grupy określony w rozkazie gen. Rómmla z 11 września:
- Nowogródzka Brygada Kawalerii,
- Wołyńska Brygada Kawalerii,
- resztki Kresowej Brygady Kawalerii wraz z oddziałami płk. Tadeusza Komorowskiego, stanowiące wówczas grupę płk. dypl. Jerzego Grobickiego[1]

## Obsada personalna dowództwa grupy
Obsada personalna dowództwa grupy:
- dowódca – gen. bryg. Władysław Anders
- oficer ordynansowy – rtm. Olgierd Ślizień
- szef sztabu – mjr dypl. kaw. Adam Sołtan †1940 Charków[4]
- oficer informacyjny – por. kaw. Zbigniew Kiedacz
- kwatermistrz – kpt. dypl. art. Tadeusz Bartoszewski